# Erich Hamann
Erich Hamann (ur. 27 listopada 1944 w Pasewalk) – piłkarz niemiecki grający na pozycji lewego pomocnika.

## Kariera klubowa
Hamann urodził się w mieście Pasewalk. Karierę piłkarską rozpoczął w klubie SC Neubrandenburg i w jego barwach zadebiutował w 1960 roku w trzeciej lidze NRD. W 1962 roku wywalczył z nim awans do drugiej ligi, a w 1964 roku awansował do pierwszej. W latach 1965–1966 ponownie grał w drugiej lidze, a następnie odszedł do Stahl Eisenhüttenstadt. W 1967 roku przeszedł do Vorwärtsu Frankfurt i grał w nim do końca piłkarskiej kariery, czyli do 1976 roku. W 1969 roku wywalczył z nim mistrzostwo Niemieckiej Republiki Demokratycznej, a w 1970 zdobył Puchar NRD, dzięki zwycięstwu 4:2 w finale nad Lokomotive Lipsk. W tym samym roku został wicemistrzem kraju i dotarł do ćwierćfinału Pucharu Mistrzów. Z kolei w 1971 roku osiągnął z Vorwärtsem 1/4 finału Pucharu Zdobywców Pucharów.
Po zakończeniu kariery Hamann został trenerem. W latach 1982–1989 szkolił zawodników Vorwärts, a obecnie jest selekcjonerem reprezentacji Wietnamu U-20.

## Kariera reprezentacyjna
W reprezentacji NRD Hamann zadebiutował 22 czerwca 1969 roku w przegranym 0:1 towarzyskim spotkaniu z Chile. W 1974 roku został powołany przez selekcjonera Georga Buschnera do kadry na Mistrzostwa Świata w RFN, jedyny mundial na którym uczestniczyła kadra NRD. Tam Erich był rezerwowym i wystąpił w jednym spotkaniu, wygranym 1:0 z RFN, w którym zaliczył asystę przy golu Jürgena Sparwassera. Łącznie w kadrze narodowej zagrał 3 razy.